# Peter Prügel

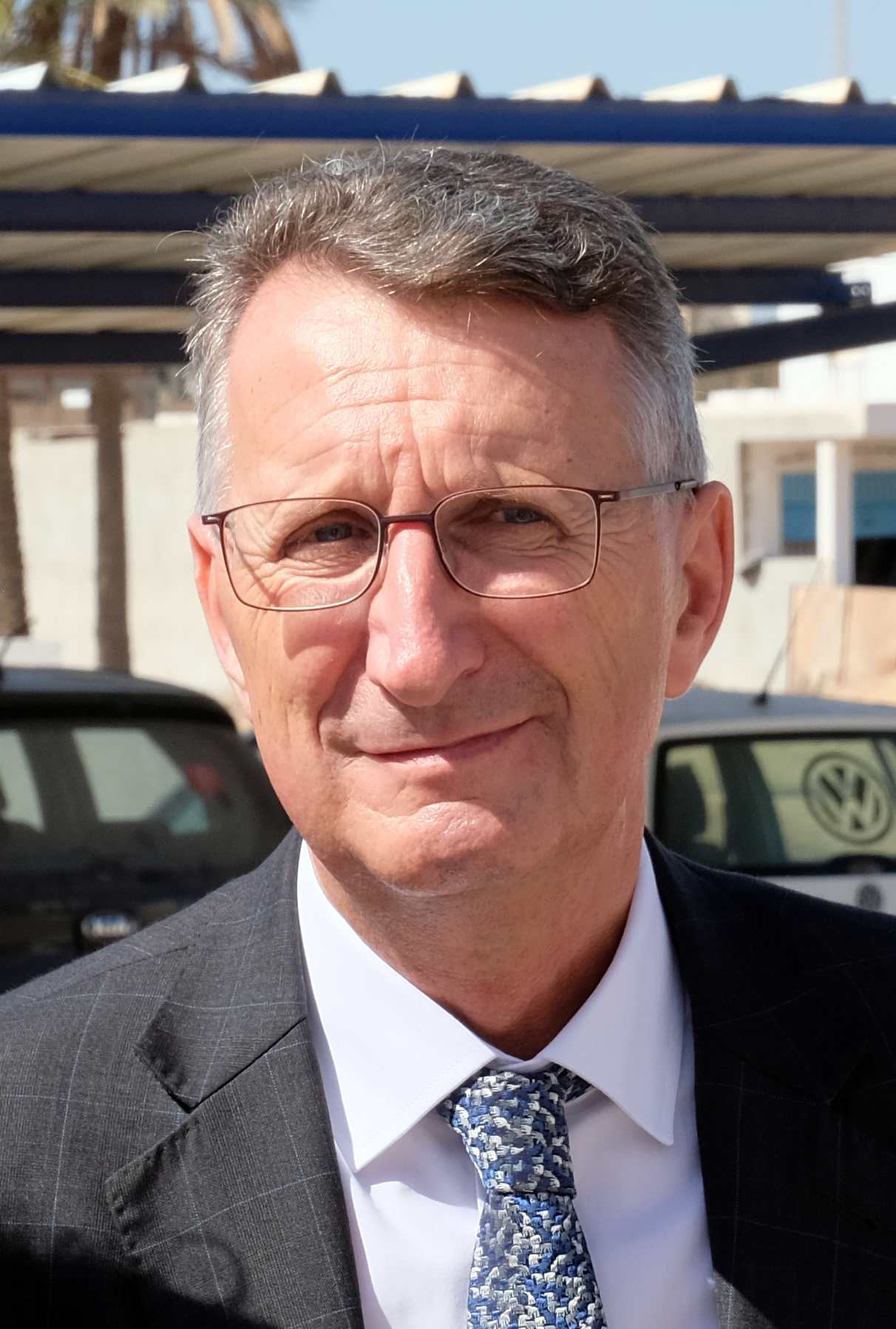
Botschafter Peter Prügel

Peter Prügel (* 1958 in Säckingen) ist ein deutscher Diplomat. Er war von 2020 bis 2024 Botschafter in Tunesien. Vorher war er von 2018 bis 2020 Botschafter in Afghanistan.

## Leben
Prügel begann nach dem Abitur ein Studium der Politikwissenschaften und Romanistik an der Universität Konstanz, das er nach dem Staatsexamen mit einem Magister (M.A.) abschloss. Danach absolvierte er zwischen 1987 und 1989 ein Studium an der École nationale d’administration (ENA) in Paris.
1989 begann Prügel den Vorbereitungsdienst für den höheren Auswärtigen Dienst und war nach dessen Abschluss zwischen 1991 und 1992 Referent für den Abzug der sowjetischen Truppen aus der ehemaligen DDR in der Politischen Abteilung des Auswärtigen Amtes in Bonn sowie im Anschluss von 1992 bis 1995 Erster Sekretär und Wirtschaftsreferent an der Botschaft in Italien. Daraufhin folgte zwischen 1995 und 1997 eine Verwendung als Erster Sekretär und Politischer Referent an der Botschaft in der Bundesrepublik Jugoslawien, ehe er nach seiner Rückkehr nach Deutschland von 1997 bis 2000 Referent im Parlaments- und Kabinettsreferat des Leitungsstabes des Auswärtigen Amtes war.
Im Anschluss nahm Prügel zwischen 2000 und 2002 an einem Austauschprogramm mit dem Außenministerium von Frankreich teil und war in dieser Zeit als Austauschbeamter Chargé de Mission des dortigen Leiters der Abteilung für Kontinentaleuropa. Daraufhin war er 2002 für kurze Zeit stellvertretender Leiter des Referats für Rüstungsexportkontrolle im Auswärtigen Amt in Berlin sowie im Anschluss zwischen 2002 und 2005 zunächst Persönlicher Referent von Bundesaußenminister Joschka Fischer und danach im Ministerbüro von 2005 bis 2006 Persönlicher Referent von Bundesaußenminister Frank-Walter Steinmeier.
Danach fungierte Prügel zwischen 2006 und 2009 als Gesandter und Leiter der Politischen Abteilung an der Botschaft in der Türkei sowie von 2009 bis 2012 als Gesandter und Leiter der Politischen Abteilung an der Botschaft in Israel, ehe er nach seiner Rückkehr nach Deutschland zwischen 2012 und 2015 Regionalbeauftragter für Asien und Pazifik im Auswärtigen Amt war.
Im August 2015 wurde Prügel als Nachfolger von Rolf Peter Gottfried Schulze, der wiederum Botschafter in Chile wurde, Botschafter in Thailand. Von 2018 bis Juni 2020 war er Botschafter in Afghanistan. Von 2020 bis 2024 war er als Botschafter in Tunesien akkreditiert.